# パワーレンジャー・ジャングルフューリー
『パワーレンジャー・ジャングルフューリー』（Power Rangers Jungle Fury）は、アメリカ合衆国のテレビドラマ。日本の特撮テレビドラマシリーズ「スーパー戦隊シリーズ」の英語版ローカライズ作品「パワーレンジャーシリーズ」の第16シーズンであり、第14作目である。本作品は『獣拳戦隊ゲキレンジャー』がベースとなっている。
2008年2月18日から11月3日までトゥーン・ディズニー内のジェティックスで放送され、ABC放送でも放送された。全32話。

## 概要
本作品と次作は可能な限り現地で撮影する方針が採られている。
パワーレンジャーのメンバーが、師匠となるマスターから直接修行を受けるなど、原作よりもカンフー劇としての要素が強く、アクションもアメリカ合衆国からカンフーを得意とするスタントマンであるロベルト・グティエレスをニュージーランドに招聘し、撮影開始前の出演者・スタントマンにカンフーのトレーニングを受けさせるなどし、カンフーアクションをこれまでの作品以上に取り入れたものとなっている。
本作品では、初期メンバーの変身道具が原作のグローブではなく、サングラスに変更されている。また後半では『ライトスピード・レスキュー』以来となる原作には登場しなかったオリジナル戦士が登場する。
2007年9月28日からリハーサルが始まり、2008年3月に撮影は終了した。

## 登場人物

### パワーレンジャー・ジャングルフューリー
ケイシー・ロード/レッドレンジャー（ゲキレッド）
タイガースピリットを持つ。パイ・シュア初級者だったが、マスター・マオに戦士として選ばれダイ・シと戦うことに。
リリー・チャイルマン/イエローレンジャー（ゲキイエロー）
ジャングルフューリーのリーダー。チータースピリットを持つ。学校ではチアリーディングのキャプテンを務めていた。マスター・マオに戦士として選ばれる。蜘蛛が苦手。
テオ・マーティン/ブルーレンジャー（ゲキブルー）
ジャングルフューリーのサブリーダー。ジャガースピリットを持つ。厭味な優等生タイプ。マスター・マオに戦士として選ばれる。戦闘の際にはブルース・リーに似た怪鳥音をあげる事もある。
ロバート・ジェームス/ウルフレンジャー（ゲキバイオレット）
通称：RJ。ピザ屋「Jungle Karma Pizza」のオーナー兼店長。ウルフスピリットを持つ。マオの死後、3人のレンジャーの師匠となる。多彩な工学スキルと人脈を持つ。
ドミニク・ハーガン/ライノレンジャー（ゲキチョッパー）
通称：ドム。元パイ・シュア。RJとは顔見知り。ライノ・スピリットを持つ。

### パイ・シュア・マスター（七拳聖）
古来より悪の化身「ダイ・シ」と戦いを繰り広げる集団、パイ・シュアの中で最も地位の高い者たち。原作の七拳聖の着ぐるみを流用したキャラクターとなる予定だったが、原作の撮影で使われた七拳聖の着ぐるみが、本作品の撮影開始時点ではまだ日本で使われており、本作品用に新調する予算もなかったことから、俳優が演じている。
マスター・マオ（シャーフー）
パイ・シュアの最高指導者。復活したダイ・シの攻撃により命を落とすが、その魂は幽体となってケイシーたちを導く。名前の由来は中国語で「猫」＝ mao1から。
マスター・ファント（エレハン・キンポー）
エレファント・スピリットを持つマスター。過去のダイ・シとの戦いの後、現役を退いた。姪がいる。
マスター・スウープ（バット・リー）
RJの師匠。盲目の男。バット・スピリットを持つ。
マスター・フィン（シャッキー・チェン）
RJの父親。シャーク・スピリットを持つ。
マスター・リラ（ゴリー・イェン）
ゴリラ・スピリットを持つ。過去のダイ・シとの戦いで戦死し、霊的世界にいる。
マスター・グイン（ミシェル・ペング）
ペンギン・スピリットを持つ。過去のダイ・シとの戦いで戦死し、霊的世界にいる。
マスター・ロープ（ピョン・ピョウ）
アンテロープ・スピリットを持つ。過去のダイ・シとの戦いで戦死し、霊的世界にいる。

### スピリット・レンジャーズ
スカーチが誘拐した3人のパイ・シェア・マスターのスピリットを悪用して誕生した悪のパワーレンジャーだが、後に仲間になる。本作品オリジナル戦士。変身するのではなく、マスターのスピリットが作り出す分身のような存在。バンダイアメリカからオリジナルレンジャーの登場が要望されたことから、マスターのスピリットを使ったレンジャーが考案された。
エレファントレンジャー
バットレンジャー
シャークレンジャー

### 仲間たち
フラン
RJの店の店員。中盤でレンジャーたちの正体を知る。
フリット（バエ）
カミーユの体内にいる謎の生物。その正体はフライスピリットを持つ戦士。過去にカミーユに破れ、体内に幽閉された。メガゾードが巨大化したリンシービーストと戦いを始めると体内から飛び出し、実況を始める。

### 敵
ダイ・シ（無間龍）
全ての人間の抹消を目論む悪の化身。マオを殺し、ジャロードの肉体を乗っ取って自らの肉体としている。名前の由来は、中国語の「歹獅」＝Evil Lionから。
ジャロード（理央）
ライオン・スピリットを持ち、ライオン型の戦闘形態に変身する。最強クラスの実力者だが、傲慢な性格ゆえにマオに認められなかったのをきっかけに結果としてダイ・シの封印を解いてしまい、ダイ・シに肉体を乗っ取られる。それでもジャロードとしての意識などは残っている。
カミーユ（メレ）
ダイ・シの部下。カメレオン・スピリットを持つ。カメレオン型のリンシービーストに変身する。ダイ・シがファントム・ビースト・キングになるのと同時にフェニックス・スピリットを得てファントム・ビーストジェネラルとなり、新たな姿となった。
リンシー（リンシー）
ダイ・シの部下たち。原典と同じ名称である。
強化リンシー/リンシービースト（リンリンシー/獣人）
ダイ・シによって選ばれたリンシーが、頭部に動物のオブジェを装着されてパワーアップした姿。モンスター体であるリンシービーストに変身することが可能になる。
マンター（マキリカ）
バッファロード（ギュウヤ）
ランティピード（カデム）
ガッコー（モリヤ）
スティングレラ（ソリサ）
トーディ（マガ）
ナージャ（ブラコ）
パンゴリン（ムザンコセ）
スリッカゴン（ナギウ）
バイ・ライ（ラスカ）
カーデン（ルーツ）
クラスタティオ（ドカリヤ）
モグ（エルカ）
シャドーゴースト
ブルーシャドーゴースト（臨機兵ブトカ）
ホワイトシャドーゴースト（臨機兵ワガタク）
ポーキュポンゴウ（マーラシヤ）
ハムホック（タブー）
モンキウィ（ヒヒ）
レッドシャドーゴースト（怒臨機兵ブトカ、怒臨機兵ワガタク）
バラクーザ（ポウオーテ）
クロコヴァイル（ニワ）
ワーネイドウ（チョウダ）
ワーリケイン（チョウダ（分身））

#### オーバーロード（三拳魔）
過去に害悪をもたらしていた悪。パイ・シェア・マスターズによって倒されたものの、強さを求めるダイ・シが自らの師匠とするために蘇らせた。それぞれが独自の配下を持つ。
カーナソア（カタ）
空のオーバーロード。ホーク・スピリットを持つ。
ジェリーカ（ラゲク）
海のオーバーロード。ジェリーフィッシュ・スピリットを持つ。グリザッカがパワーレンジャーに倒された後、ファントム・ビースト・ジェネラルを開放してダイ・シを抹殺しようとするが、逆にファントム・ビースト・ジェネラルによって倒される。
グリザッカ（マク）
大地のオーバーロード。ベアー・スピリットを持つ。人間を嫌っていることから、人間の肉体を持つダイ・シを拒絶し、彼に代わって組織の支配者になろうとした。

#### ファントム・ビースト（幻獣拳）
かつてパイ・シェア・マスターによって封印された悪。

##### ファントム・ビースト・ジェネラル（四幻将）
ジェリーカによって開放され、彼女の命令でダイ・シを抹殺するように見せかけてジェリーカを抹殺した。その後、ダイ・シの忠実な配下となる。
スカーチ（ロン）
青竜のスピリットを持つ。
ウァイガー（スウグ）
ホワイトタイガースピリットを持つ。
スナッパー（サンヨ）
タートルスピリットを持つ。スカーチの忠実な部下。

##### ファントム・ビースト・ウォリアーズ（双幻士）
原作と違い一斉に総登場している。

## アイテム
ジャングルフューリーロボット（ロボタフ）
ジャングルフューリーのロボット。
ソーラーモーファー
本作品のオリジナル変身アイテムで、初期メンバー3人のサングラス型の変身アイテム。発明者はRJ。
バトルクロー（ゲキチェンジャー）
原典では変身アイテムだったが、武器扱いになっている。
ジャングルダブルクラブ（ゲキトンファーバトン）
レッドレンジャーの専用2本棒。
ジャングルボー（ゲキトンファーロングバトン）
イエローレンジャーの専用混棒。
ジャングルトンファー（ゲキトンファー）
ブルーレンジャーの専用トンファー。
ジャングルチャック（ゲキヌンチャク）
レッドレンジャーの専用ヌンチャク。
クローキャノンブラスター（ゲキバズーカ）
ジャングルフューリーレンジャーの大砲。
ジャングルメイス（ゲキハンマー）
マスター・ファントの武器である流星錘。彼の修行を受けたリリーの武器となる。
ジャングルファン（ゲキファン）
マスター・スワーブの修行を受けたテオに与えられた扇。
シャークセイバー（ゲキセイバー）
マスター・フインの修行を受けたケイシーが与えられた剣。
クローブースター（スーパーゲキクロー）
レッド・イエロー・ブルーの強化変身グリップ。
ウルフモーファー（ゴングチェンジャー）
ウルフレンジャーの変身ブレス。
ライノモーファー（サイブレード）
ライノレンジャーの変身アイテム。
ジャングルブレード（スーパーサイブレード）
クローブースターとライノモーファーが合体した剣。
ストライクライダー
レッドレンジャー専用の突撃バイク。ノーマルモードとアタックモードの2形態がある。召喚した際にレッドの胸部をアーマーが覆う。
コントロールダガー（操獣刀）
ライノスティールゾードを操る刀。

### アニマルスピリット（ゲキビースト&リンビースト）
レッドタイガー（ゲキタイガー）
イエローチーター（ゲキチーター）
ブルージャガー（ゲキジャガー）
エレファント（ゲキエレファント）
バット（ゲキバット）
ライオン（リンライオン）
カメレオン（リンカメレオン）
シャーク（ゲキシャーク）
ゴリラ（ゲキゴリラ）
ペンギン（ゲキペンギン）
アンテロープ（ゲキガゼル）
ウルフ（ゲキウルフ）
ライノスティールゾード（サイダイン）
ホワイトピューマ
ブラックレオパルド

### メガゾード（巨大拳士）
ジャングルプライド・メガゾード （ゲキトージャ）
ジャングルプライド・ウィズ・エレファントパワー （ゲキエレファントージャ）
ジャングルプライド・ウィズ・バットパワー （ゲキバットージャ）
ジャングルプライド・ウィズ・シャークパワー （ゲキシャークトージャ）
ウルフプライド・メガゾード （ゲキトージャウルフ）
ジャングルマスター・メガゾード （ゲキファイヤー）
ジャングルマスター・ウィズ・エレファントパワー （ゲキエレファントファイヤー）
ジャングルマスター・ウィズ・バットパワー （ゲキバットファイヤー）
ジャングルマスター・ウィズ・シャークパワー （ゲキシャークファイヤー）
ライノプライドメガゾード （サイダイオー）
ジャングルマスター・スタンピード （サイダイゲキファイヤー）
ジャングルプライド・チャージ （サイダイゲキトージャ）
ジャングルプライド・チャージ・ウィズ・ライオン&カメレオンパワー （サイダイゲキリントージャ）
ビーストマスターメガゾード
玩具のみ。ホワイトピューマ、ブラックレオパルド、シャーク、バット、エレファンが合体する。
ジャングルキングメガゾード
玩具のみ。ビーストマスターメガゾードの仕様変更品。
ニンジャストームメガゾード
玩具のみ。マイティ・モーフィン・パワーレンジャーのニンジャーの塗装変更品。

## キャスト

### レギュラー・準レギュラー
- ケイシー / レッドレンジャー：ジェイソン・スミス
- リリー / イエローレンジャー：アンナ・ハッチソン
- テオ / ブルーレンジャー、ルアン（第25話）：アルジン・アベラ
- RJ / ウルフレンジャー：デヴィッド・デ・ラトゥール
- ドミニク / ライノレンジャー：ニコライ・ニコラエフ
- マスター・マオ：ナサニエル・リーズ
- フラン：セーラ・トムソン
- マスター・ファント、エレファントレンジャーの声：ブルース・オールプレス
- マスター・スウープ、バットレンジャーの声：オリバー・ドライバー
- マスター・フィン、シャークレンジャーの声：ポール・ギトンズ
- ジャロード：ベーダ・スキナー
- カミーユ：ホリー・シャナハン
- フリットの声：ケルソン・ヘンダーソン
- カーナソアの声：キャメロン・ロードス
- ジェリーカの声：エリザベス・エスター
- グリザッカの声：デレク・ジャッジ
- スカーチの声：マーク・ライト
- ウァイガーの声：ジャレッド・ターナー
- スナッパーの声：リチャード・シンプソン
- ダイ・シの声：ジェフ・ドーラン

### ゲスト出演者
- 子供の頃のジャロード：ジャクソン・ブリス・マッコーリー
- マスター・リラ：スティッグ・エルドレッド
- マスター・グイン：ミシェル・ラングストーン
- マスター・ロープ：アンドリュー・レイン

### ゲスト声優
- マンター：パット・コートニー
- バッファロード：スコット・アレクサンダー・ヤング
- ランティピード：ジェラルド・アーカード
- ガッコー：ブルース・ホーキンス
- スティングレラ：サラサ・ソマーヴィル
- トーディ：アダム・ガードナー
- ナージャ：リチャード・シンプソン
- パンゴリン：チャーリー・マクダーモット
- スリッカゴン：ロバート・ミニョー
- バイ・ライ：ジョシュ・トムソン
- カーデン：グレッグ・コーパー
- クラスタスィオ：クリス・スティワート
- モグ：オスカー・バート＝シアラー
- アナウンサー：ジム・マクラーティ
- ポーキュポンゴウ：ピーター・フォード
- ハムホック：スティーブン・ロバット
- モンキウィ：グレン・ブレン
- バラクーザ：キャンベル・クーレー
- クロコヴァイル：ポール・ニワ
- アナウンサー：ジム・マクラーティ

### スーツアクター・スタント
- レッドレンジャー[13] - 谷村祐司
- ブルーレンジャー[14]、シャークレンジャー[15]、エレファントレンジャー[16] - 本間崇寛
- イエローレンジャー[17] - 藤田房代
- イエローレンジャー[6][18]、テオ（変身前スタント）[19]、スティングレラ[18]他リンシービースト[7]、リンシー[7] - こしげなみへい
- ウルフレンジャー[20]、リンシービースト[20]、テオ（変身前スタント）[20] - 三村幸司
- ライノレンジャー[21]、スカーチ[22] - 岩上弘数
- リリー（変身前スタント）[23]、カミーユ（変身前スタント）[24]、リンシービースト[23] - 梛野素子
- リンシー[25]、リンシービースト[26]、マスターマオ（スタント）[25] - ロベルト・グティエレス

## スタッフ
- 製作総指揮：坂本浩一、ブルース・カリッシュ
- プロデューサー：サリー・キャンベル
- 共同プロデューサー：ジャッキー・マーチャンド
- 撮影監督：サイモン・リエラ
- 音楽：リー・ロバーツ、ウェイン・ジョーンズ、ライ・ウェルチ、ガッド・エミリー・ゼイチューン
- セカンドユニット監督：川澄朋章、坂本浩一（クレジット無し[8]）
- セカンドユニット撮影監督：ケビン・ライリー、レワ・ハーレ
- スタント・コーディネーター：マーク・ハリス
- キャスティング：テリー・ダァス（NZ担当）、グレッグ・アプス（豪州担当）
- 原作：八手三郎
- 制作：ルネサンス・アトランティック・エンターテイメント、東映、レンジャー・プロダクションズ、JETIX
- 製作著作：BVSエンターテイメント、BVSインターナショナル

## 放映リスト
| 話数 | サブタイトル                   | 登場リンシー・ビースト、ファントム・ビースト                            | 監督                     | 脚本                     |
| ---- | ------------------------------ | ----------------------------------------------------------------------- | ------------------------ | ------------------------ |
| 1    | Welcome to the Jungle, Part I  | マンター                                                                | マーク・ビーズレー       | ブルース・カリッシュ     |
| 2    | Welcome to the Jungle, Part II | マンター                                                                | マーク・ビーズレー       | ジャッキー・マーチャンド |
| 3    | Sigh of the Tiger              | バッファロード                                                          | マーク・ビーズレー       | ジョン・テリジェン       |
| 4    | A Taste of Poison              | ランティピード                                                          | チャーリー・ハスケル     | ジャッキー・マーチャンド |
| 5    | Can't Win Them All             | ガッコー                                                                | チャーリー・ハスケル     | ブルース・カリッシュ     |
| 6    | Dance the Night Away           | スティングレラ トーディ                                                 | チャーリー・ハスケル     | ジョン・テリジェン       |
| 7    | Pizza Slice of Life            | ナージャ 再生ガッコー 再生ランティピード                                | バネッサ・アレクサンダー | デヴィッド・ガーバー     |
| 8    | Way of the Master              | パンゴリン                                                              | バネッサ・アレクサンダー | ジャッキー・マーチャンド |
| 9    | Good Karma, Bad Karma Master   | スリッカゴン                                                            | バネッサ・アレクサンダー | ジョン・テリジェン       |
| 10   | Blind Leading the Blind        | バイ・ライ カーデン                                                     | マイク・スミス           | ジョン・テリジェン       |
| 11   | Pushed to the Edge             | カーデン                                                                | マイク・スミス           | ジャッキー・マーチャンド |
| 12   | One Master too Many            | クラスタスィオ                                                          | マイク・スミス           | デヴィッド・ガーバー     |
| 13   | Ghost of a Chance, Part I      | モグ シャドーゴースト ブルーシャドーゴースト ホワイトシャドーゴースト   | ジョナサン・ブラフ       | ジョン・テリジェン       |
| 14   | Ghost of a Chance, Part II     | ブルーシャドーゴースト ホワイトシャドーゴースト                         | ジョナサン・ブラフ       | ジャッキー・マーチャンド |
| 15   | Bad to the Bone                | ポーキュポンゴウ ハムホック                                             | ジョナサン・ブラフ       | ブルース・カリッシュ     |
| 16   | Friends Don't Fade Away        | モンキウィ                                                              | バネッサ・アレクサンダー | アリー・モンデラー       |
| 17   | No "I" in Leader               | レッドシャドーゴースト（2体）                                           | バネッサ・アレクサンダー | ウィリアム・カーター     |
| 18   | True Friends, True Spirits     | バラクーザ                                                              | ジョナサン・ブラフ       | アラン・ハーフェ         |
| 19   | Path of the Rhino              | クロコヴァイル                                                          | ジョナサン・ブラフ       | ニコ・マンリー           |
| 20   | Dash for the Dagger            | ワーネイドウ ワーリケイン                                               | ジョナサン・ブラフ       | ソフィア・スプリットゥス |
| 21   | Race to the Nexus              | カーナソア                                                              | ジョナサン・ブラフ       | パトリック・スクエル     |
| 22   | Arise the Crystal Eyes         | グリザッカ                                                              | ジョナサン・ブラフ       | ケーリー・S・ネッキー    |
| 23   | Fear And The Phantoms          | ソニマックス スナッパー                                                 | マイク・スミス           | グレース・アーウィン     |
| 24   | Blue Ranger, Twin Danger       | スピリットレンジャーズ ダイナマー                                       | マイク・スミス           | KJ・ベックマン           |
| 25   | One Last Second Chance         | ユニドゥーム                                                            | マイク・スミス           | アリー・モンデラ         |
| 26   | Don't Blow That Dough          | バッファロード パンゴリン スリッカゴン                                  | マーク・ビーズレー       | ジョン・テリジェン       |
| 27   | Tigers Fall, Lions Rise        | スカーチ ウァイガー スナッパー カミーユ                                 | ルーク・ロビンソン       | ジョン・エドワード       |
| 28   | The Spirit of Kindness         | バーグラット リナー                                                     | ルーク・ロビンソン       | モニ・ザマジン           |
| 29   | Maryl and the Monkeys          | グラインダー                                                            | ルーク・ロビンソン       | ブルース・カリッシュ     |
| 30   | To Earn Your Stripes           | リーパス オサイリス スカーチ スナッパー                                 | マーク・ビーズレー       | ジャッキー・マーチャンド |
| 31   | Path Of The Righteous          | スカーチ スナッパー                                                     | マーク・ビーズレー       | ジョン・テリジェン       |
| 32   | Now The Final Fury             | スカーチ ダイ・シ 再生リンシー・ビースト軍団 再生ファントムビースト軍団 | マーク・ビーズレー       | ジャッキー・マーチャンド |